# K.B.S.Project
K.B.S.Project（ケービーエスプロジェクト）は、日本の劇団。2007年設立。主催は演出家山口喬司。

## 概要
- あえて様々な舞台作品を創る事で、枠にとらわれない実験的な演出や他分野の芸術家とのコラボレーションを積極的に取り入れた作品を展開。
- 台本を基に出演者をピックアップする為、固定メンバーで運営される一般的な劇団とは性質が異なるプロデュース劇団である。

## 公演記録
- act.01『WATER GIRLS』（2007年7月19日-22日 千本桜ホール）
- act.02『ほっと。WATER GIRLS』（2007年12月6日-9日 相鉄本多劇場）
- act.03『本能寺オテロ』（2008年2月14日-17日 築地ブディストホール）
- act.04『ボクラノセンソウ』（2008年3月27日-30日 新宿サンモールスタジオ）
- act.05『LOA アワセルカガミ』（2008年7月10日-14日 千本桜ホール）
- act.06『北枕動物園へようこそ』（2008年9月30日-10月5日 池袋GEKIBA）
- act.07『Benkei-静恋の涙-』（2009年6月25日-6月28日 築地ブディストホール）
- act.08『北枕動物園へようこそ-阿片ノ唄-』（2010年1月30日-2月7日 高田馬場ラビネスト・こけら落とし公演）
- act.09『おくられびと』（2011年2月26日-3月6日 高田馬場ラビネスト・1周年記念公演）
- act.10『てんいちっ！』（2012年2月11日-2月19日 高田馬場ラビネスト・2周年記念公演）
- act.11『超青春合唱コメディ SING!』（シアタグリーンビッグツリーシアター）
- act.12『超迎春SFコメディ 宙☆ING!』（高田馬場ラビネスト・3周年記念公演）
- act.13『超青春合唱コメディ SING!』（東京芸術劇場シアターウエスト／大阪世界館）
- act.14『おくられびと』（2014年4月3日-4月6日 池袋シアターグリーンBOX in BOX）
- act.15『超スポ魂合唱コメディ SING!!』(2014年9月11日-9月15日 池袋シアタグリーンビッグツリーシアター/9月27日-9月28日 梅田HEP HALL ）
- act.16『モンパルナスの洋菓子店』(2015年12月19日-12月23日 高田馬場ラビネスト）
- act.17『APHΣ REBELLION～アレス・レベリオン～』(2016年6月23日-6月26日 あうるすぽっと)
- act.18『The IMMORTAL OPERATION』(2016年12月22日-12月25日 高田馬場ラビネスト）
- act.19『狼魔冥遊奇譚』(2017年6月24日-7月2日 コフレリオ新宿シアター・こけら落とし公演）
- act.20『ザ・エレベーターホール』(2018年4月19日-4月22日 コフレリオ新宿シアター）

## 公演収益の寄付
動員数が目標を超えた場合、収益の一部を被災地などへ寄付している。
- 「中国・四川大地震」における国境無き医師団の救援活動支援として(2008年7月22日)
- 「海外たすけあい」義援金として(2007年12月16日)
- 「新潟県中越沖地震」の復興義援金として(2007年7月30日)
- 「東北地方太平洋沖地震」義援金として高田馬場ラビネストを通じて (2011年3月14日)